# 臺北市大同區大龍國民小學
25°04′26″N 121°31′01″E / 25.073820°N 121.516830°E
臺北市大同區大龍國民小學（簡稱大龍國小），前身為1896年創立的為臺灣總督府國語學校第三附屬學校，是臺北市歷史最久的國民小學之一。校門後方之校舍為1933年所建，其原為兩層樓之建築，在1968年增建為三層樓，仍保留原有的拱廊、洗石子樓梯，在2006年被登錄為臺北市歷史建築。

## 校史
沿革
- 1896年8月29日，創設「臺灣總督府國語學校第三附屬學校」於大龍峒保安宮
- 1898年10月，改稱 「大龍峒公學校」
- 1904年校舍落成，正式遷入臺北市哈密街47號現址
- 1908年4月，分設大安、朱厝崙、加蚋仔分校
- 1941年4月，改稱「大宮國民學校」
- 1945年，臺灣戰後時期改稱「臺北市大同區大龍峒國民學校」。
- 1953年，改稱「臺北市大同區大龍國民學校」
- 1955年8月，成立大龍幼（女）童軍團隊
- 1968年8月，改稱「臺北市大同區大龍國民小學」。
- 1970年5月，新建大禮堂落成。
- 1981年9月，奉令附設國民小學補習學校。
- 1982年6月，五層樓新建校舍（自強樓）落成。
- 1982年12月，體操教室落成啟用。
- 1984年9月，成立校史室，獲中華民國教育部指定重點學校。
- 1985年2月，新建游泳池落成。八月，奉令附設幼稚園，編制二班，四名教師，六十名幼童。
- 1994年9月，推展圍棋教育（永大社會福利基金會贊助），開辦南管樂社（教育部傳統藝術教育補助）。附幼暨一年級實施開放教育。11月《大龍之聲》創刊。
- 1996年1月，創校百週年校慶籌備會成立，推黃信介為會長，陳文德為總幹事。9月，大龍國小校友會成立，會址設於該校校史室。11月12日，創校壹百週年校慶，教學資源中心成立，中華民國總統李登輝蒞校指導並植樹紀念。
- 2009年1月，校舍更新及地下停車場工程開始動工。
- 2011年5月，校舍更新及地下停車場工程啟用。

紀事
- 1931年10月，大龍佾舞隊首度在臺北市孔廟擔任佾生。
- 1956年9月，首次擔任大成至聖先師孔子釋奠典禮佾生。
- 1966年11月，七十週年校慶
- 1968年10月大龍棒球隊榮獲國際獅子盃學童棒球賽冠軍
- 1969年6月，大龍棒球隊勇奪臺北市長盃冠軍及太子龍盃北區錦標賽冠軍
- 1975年11月，大龍佾舞隊由辜振甫領隊，至日本東京都湯島聖堂表演佾舞
- 1976年11月，八十週年校慶。大龍體操隊成立，10月大龍佾舞隊受日本琉球浪之上寺邀請表演華夏佾舞，
- 1986年11月，九十週年校慶。
- 1995年9月，崇聖樓、書香樓、靜思樓木窗改換鋁窗工程完工。10月，電腦教室設置完成，開辦電腦課程（高年級）。11月學校教師會成立。
- 1998年6月，附幼榮獲臺北市政府教育局評鑑「理念與行政」「教學與保育」「環境設備與使用」三項績優。
- 2007年1月，中央研究院歷史語言研究所研究員劉益昌在大龍國小操場挖掘4個探坑，可明顯見到單一文化層堆積，應可確認為4500年前的訊塘埔文化。[2]
- 2014年大龍直笛隊榮獲北市西區第一名，全國音樂比賽直笛合奏優等。

## 歷任校長
| 任次     | 校長姓名 | 任期                                 | 備註                               |
| -------- | -------- | ------------------------------------ | ---------------------------------- |
| 第一任   | 小島由道 | 1898年－1902年（明治31年－明治35年） | 任臺北縣大龍峒公學校教諭           |
| 第二任   | 陳錫福   | 1945年10月－1953年10月               |                                    |
| 第三任   | 賴恩成   | 1953年10月－1955年8月                |                                    |
| 第四任   | 陳玿光   | 1955年8月－1969年6月                 |                                    |
| 第五任   | 楊文淵   | 1969年6月－1974年2月                 | 原任延平國小校長                   |
| 第六任   | 林啟超   | 1974年2月－1980年2月                 | 原任延平國小校長                   |
| 第七任   | 李國嬚   | 1980年2月－1984年9月                 |                                    |
| 第八任   | 曾 坤    | 1984年9月－1990年8月                 |                                    |
| 第九任   | 曾秀良   | 1990年8月－1994年8月                 |                                    |
| 第十任   | 張輝雄   | 1994年8月－2001年8月                 |                                    |
| 第十一任 | 楊美伶   | 2001年8月－2005年8月                 | 後任雙蓮國小校長                   |
| 第十二任 | 鄭全成   | 2005年8月－2008年8月                 |                                    |
| 第十三任 | 陳世修   | 2008年8月－2009年8月                 |                                    |
| 第十四任 | 陳清義   | 2009年8月－2015年8月                 | 後任福星國小校長                   |
| 第十五任 | 吳政哲   | 2015年8月－2023年8月                 | 原任延平國小校長，後任民族國小校長 |
| 第十六任 | 劉國兆   | 2023年8月至今                        | 原任清江國小校長                   |

## 學校願景
| 活潑踏實： - 朝氣十足 - 主動學習 - 樂於表現 - 一步一腳印 | 溫馨和諧： - 善於溝通 - 感恩知足 - 互助合作 - 溫馨校園 |

## 外部連結
- 臺北市立大龍國民小學 （页面存档备份，存于）
- 文化部文化資產局 - 大龍國小 （页面存档备份，存于）